# Bábel tornya (film)
A Bábel tornya Rajnai András rendezésében 1981-ben készült magyar tévéjáték. A Magyar Televízió IV. Stúdiójában bluebox technika felhasználásával forgatták. A film a Jemeni Népi Demokratikus Köztársaság Televíziója segítségével készült.

## Történet
Egy ősi város felett titokzatos „lebegő palota” jelenik meg. Ésár, a híres építész egy magas tornyot építene, amelyről feljuthatnának a belsejébe. Tervét azonban eleinte egyetlen uralkodó sem segíti. Váratlanul a „gyönyörök papnője”, a szépséges Lagalsza siet a segítségére. Azt sejteti az uralkodóknak, hogy a többiek támogatják a torony megépítését, hiszen az istenek ajándékot küldtek a földre, kaput amelyen át a kiválasztottak bejuthatnak a „Mennyei Birodalomba”, az örökkévalóság rejtekébe. Elkezdődik az építkezés, közemberek mellett a királyok és a főpapok is vállalják a kétkezi munkát. A torony egyre magasabbra tör, míg végül eléri a lebegő palotát. Aki pénzért dolgozott az építkezésen, az nem léphetett be a csodák világába. Az idegen űrhajó kapcsolatfelvételi kísérlete során azonban a megfejthetetlen szépséget és a látomásokat átélő emberek többsége mindezt nem tudja elviselni.

## Szereplők
- Juhász Jácint – Ésár
- Nagy Attila – Tabar
- Ladik Katalin – Lagalsza
- Szirtes Ági – Ninszán
- Csurka László – Karraba, a hegyek királya
- Harsányi Gábor – Amanti, a tengerek ura
- Némethy Ferenc – Surpur, a sivatag királya
- Rátonyi Róbert – Bárat, főpap, próféta
- Turóczy Zsuzsa – I. örömlány
- Bittera Judit – II. örömlány
- Thamir-Al-Zadi – Írnok
- Bencze Ferenc – Munkavezető
- Harkányi János – Halász
- Sárosi Gábor – VII. szolga
- Közreműködik:
  - A Jemeni Népitánc Együttes és a Jemeni Színművészeti Főiskola hallgatói
  - Köllő Miklós és a Dominó pantomim együttes
  - Horváth Antal és a Szamuráj kaszkadőr csoport